# Lista siturilor arheologice din județul Mehedinți - G
Lista siturilor arheologice din județul Mehedinți - G conține toate siturile arheologice din județul Mehedinți înscrise în Repertoriul Arheologic Național (RAN) și aflate în localități al căror nume începe cu litera G. RAN este administrat de Ministerul Culturii și Patrimoniului Național și cuprinde date științifice, cartografice, topografice, imagini și planuri, precum și orice alte informații privitoare la zonele cu potențial arheologic, studiate sau nu, încă existente sau dispărute.
Puteți căuta un sit din localitățile care încep cu litera G folosind formularul de mai jos sau puteți naviga prin toate siturile din județ la Lista siturilor arheologice din județul Mehedinți.
| Cod RAN                                   | Denumire | Localitate                                                        | Adresă         | Datare                          | Descoperit | Coordonate                                    | Imagine           | Erori            |
| ----------------------------------------- | --- | ----------------------------------------------------------------- | -------------- | ------------------------------- | ---------- | --------------------------------------------- | ----------------- | ---------------- |
| 111792.02.01                              | Villa rustica de la Gârla Mare - "km fluvial 840" / ansamblu anonim (Categorie: locuire civilă) (Tip: Villa rustica)                         | sat Gârla Mare, comuna Gârla Mare                                 | km fluvial 840 | romană sec. II-III              | 1992       | 44°12′24″N 22°44′30″E / 44.20667°N 22.74167°E | Încărcați imagine | Raportați eroare |
| 111337.01.01 (Cod LMI: MH-I-s-B-10071)    | Așezarea Verbicioara de la Gârbovățul de Jos / ansamblu anonim (Categorie: locuire civilă) (Tip: Așezare)                                    | sat Gârbovățu de Jos, comuna Corcova                              |                | Verbicioara                     |            |                                               | Încărcați imagine | Raportați eroare |
| 111792.01.01 (Cod LMI: MH-I-s-A-10072)    | Așezarea din epoca bronzului de la Gârla Mare - "La Gârloacă" / ansamblu anonim (Categorie: locuire civilă) (Tip: Așezare)                   | sat Gârla Mare, comuna Gârla Mare                                 | La Gârloacă    | Gârla Mare                      |            |                                               | Încărcați imagine | Raportați eroare |
| 112049.01.01 (Cod LMI: MH-I-m-B-10073.02) | Situl arheologic de la Gruia - "La Carieră" / ansamblu Așezare hallstattiană (Categorie: locuire civilă) (Tip: Așezare)                      | sat Gruia, comuna Gruia                                           | La Carieră     | sec. VI a. Chr.                 |            |                                               | Încărcați imagine | Raportați eroare |
| 112049.01.02 (Cod LMI: MH-I-m-B-10073.01) | Situl arheologic de la Gruia - "La Carieră" / ansamblu Așezare din a doua epocă a fierului (Categorie: locuire civilă) (Tip: Așezare)        | sat Gruia, comuna Gruia                                           | La Carieră     | geto-dacică sec. II - I a. Chr. |            |                                               | Încărcați imagine | Raportați eroare |
| 109791.01.01 (Cod LMI: MH-I-m-B-10074.03) | Fortificațiile de la Gura Văii - "Insula Banului" / ansamblu Fortificația romană târzie (Categorie: locuire militară) (Tip: Fortificație)    | localitate componentă Gura Văii, municipiul Drobeta-Turnu Severin | Insula Banului | sec. IV                         |            |                                               | Încărcați imagine | Raportați eroare |
| 109791.01.02 (Cod LMI: MH-I-m-B-10074.02) | Fortificațiile de la Gura Văii - "Insula Banului" / ansamblu Fortificația romano-bizantină (Categorie: locuire militară) (Tip: Fortificație) | localitate componentă Gura Văii, municipiul Drobeta-Turnu Severin | Insula Banului | sec. IV - VI                    |            |                                               | Încărcați imagine | Raportați eroare |
| 109791.01.03 (Cod LMI: MH-I-m-B-10074.01) | Fortificațiile de la Gura Văii - "Insula Banului" / ansamblu Fortificația medievală (Categorie: locuire militară) (Tip: Fortificație)        | localitate componentă Gura Văii, municipiul Drobeta-Turnu Severin | Insula Banului | sec. XIV - XV                   |            |                                               | Încărcați imagine | Raportați eroare |
| 109791.01.04 (Cod LMI: MH-I-m-B-10074.04) | Fortificațiile de la Gura Văii - "Insula Banului" / ansamblu anonim (Categorie: locuire militară) (Tip: Așezare)                             | localitate componentă Gura Văii, municipiul Drobeta-Turnu Severin | Insula Banului | sec. X - IX                     |            |                                               | Încărcați imagine | Raportați eroare |
| 111792.03.01                              | Așezarea Sălcuța de la Gârla Mare- Malul Mare / ansamblu anonim (Categorie: locuire) (Tip: Așezare)                                          | sat Gârla Mare, comuna Gârla Mare                                 | Malul Mare     | Sălcuța                         |            |                                               | Încărcați imagine | Raportați eroare |